# Talleres del Teatro Colón

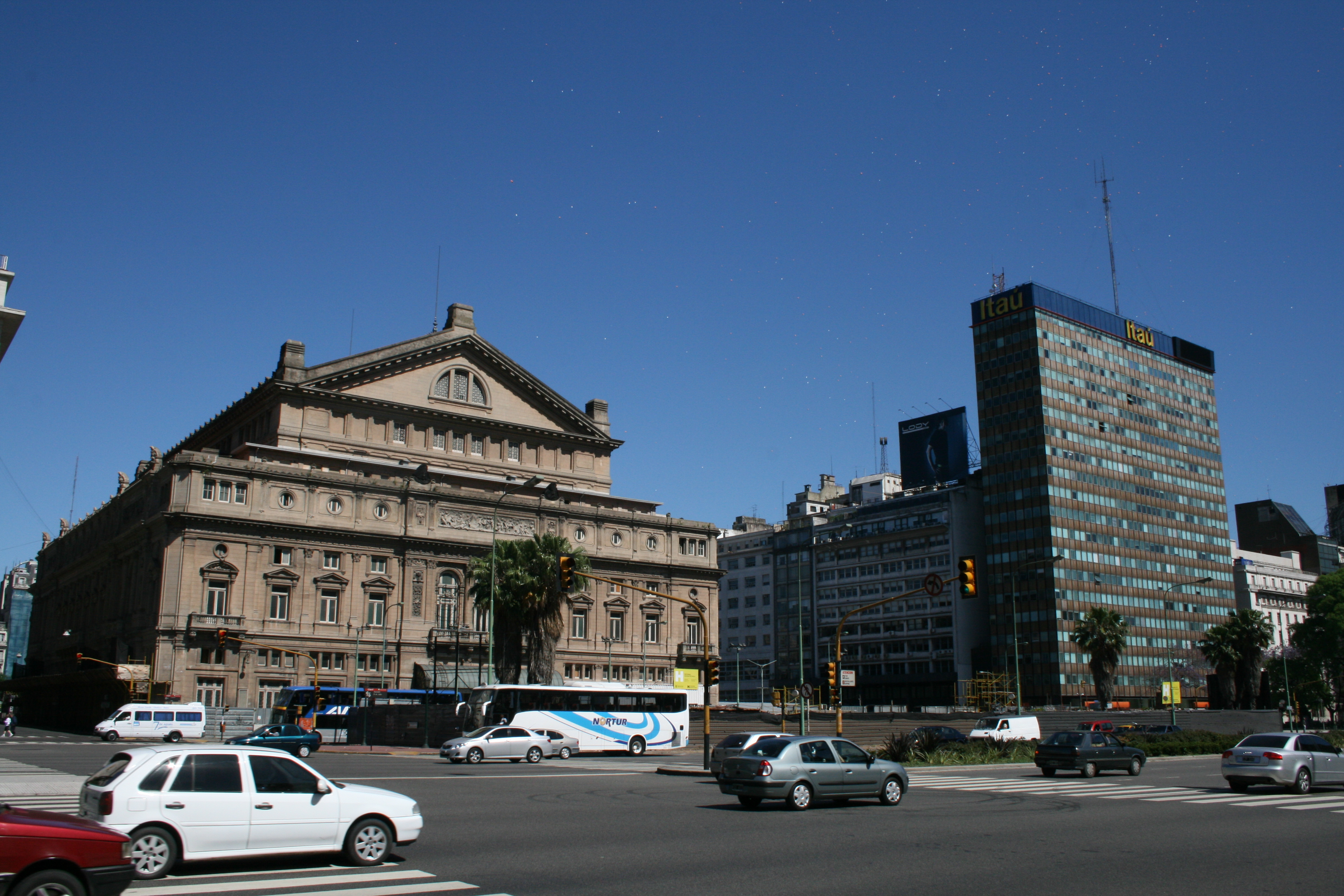
Teatro Colón

El Teatro Colón cuenta con talleres de escenotécnica donde se fabrican los componentes necesarios para una Ópera o Ballet. Fueron construidos en 1938 y se encuentran ubicados en los subsuelos del teatro, que llegan bajo tierra hasta la mitad de la Av. 9 de Julio y pasan por debajo la Plaza Estado del Vaticano hasta la calle Viamonte.

## Historia
Desde la década de 1930, los talleres se encuentran en el segundo y tercer subsuelo del teatro. Cubren una superficie de 20.000 m² y se conectan directamente con el escenario.
Los talleres originales siguen estando en vigencia, pero además, como parte de la restauración realizada entre 2007 y 2010, gran parte del trabajo escenotécnico se realiza en un galpón ubicado en el barrio porteño de Chacarita que funciona como un anexo de los talleres originales.

## Talleres
Los mayoría de los talleres de carpintería, maquinaria, utilería y escultura se encuentran ubicados en el barrio de Chacarita. Mientras que los talleres de escenografía se encuentran aún en el Teatro Colón
- Carpintería
  - Maquinaria
  - Utilería
- Pintura
- Escultura y moldura
- Herrería
- Escenografía (decoración y telonería)
- Vestuario
  - Sastrería
  - Peluquería
  - Zapatería
- Escenario
  - Luminotecnia
  - Montaje
  - Tapicería
  - Electricidad
  - Infraestructura
- Video
- Audio
- Centro de Documentación